# Polynemoidea particoxae
Polynemoidea particoxae är en stekelart som beskrevs av Girault 1938. Polynemoidea particoxae ingår i släktet Polynemoidea och familjen dvärgsteklar. Inga underarter finns listade i Catalogue of Life.